# Escambia County, Alabama
Escambia County är ett county i den amerikanska delstaten Alabama. 2012 uppskattades countyt ha 37 994 invånare. Den administrativa huvudorten (county seat) är Brewton.

## Geografi
2013 hade countyt en total area på 2 468,62 km². 2 447,75 km² av arean var land och 20,87 km² var vatten.

### Angränsande countyn
- Conecuh County - nord
- Covington County - öst
- Okaloosa County - sydöst
- Santa Rosa County - syd
- Escambia County, Florida - sydväst
- Baldwin County - väst
- Monroe County - nordväst